# Marc Geenen

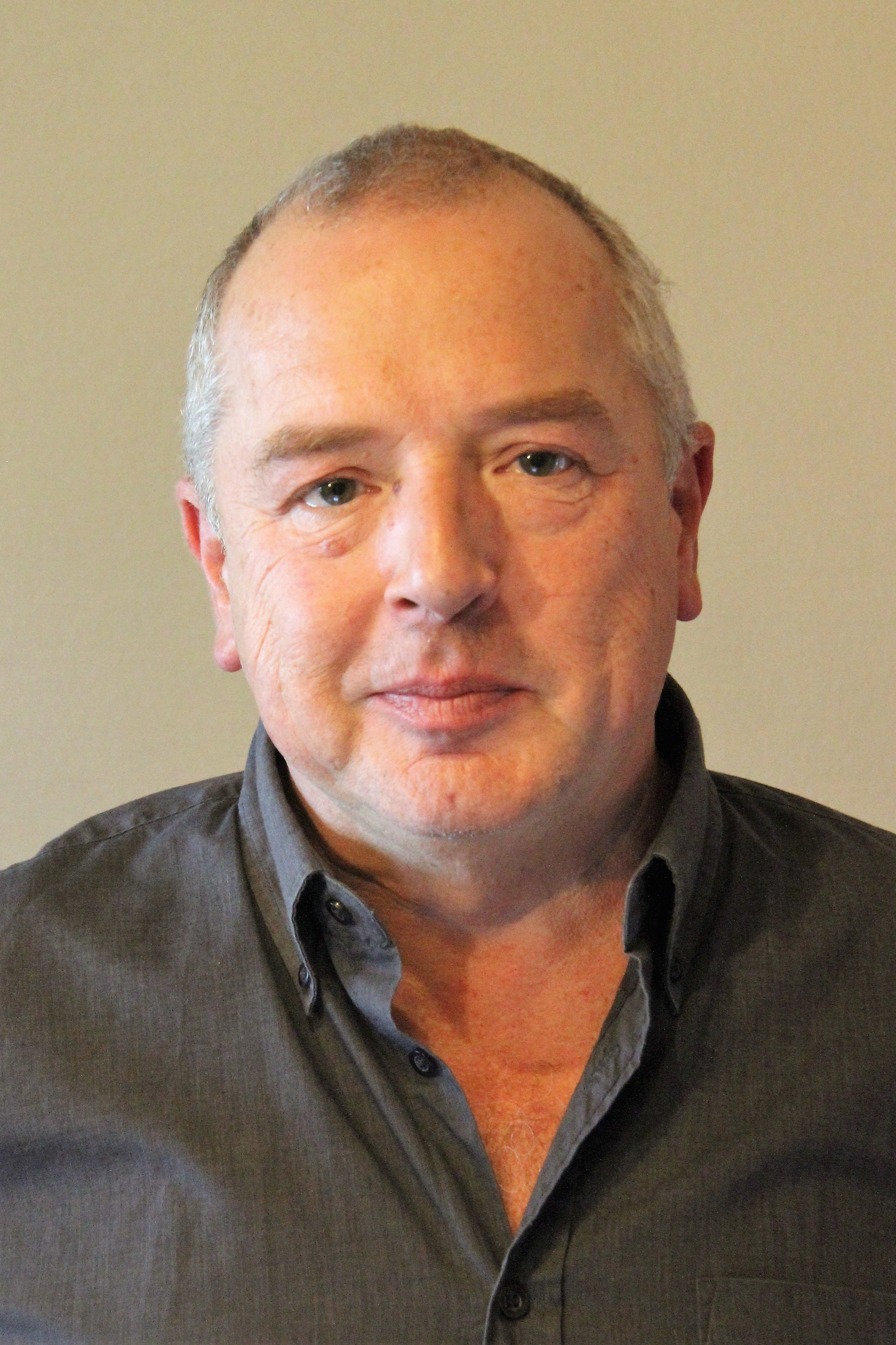
Marc Geenen 2018

Marc Geenen (Turnhout, 8 september 1961) is een Vlaams journalist, presentator, radioregisseur, televisieregisseur,  omroeper, radio- en televisieproducent, zanger, gitarist en politicus.

## Levensloop
Marc Geenen is licentiaat (master) in de Germaanse Filologie (KULeuven, 1984) en studeerde daarnaast geneeskunde als vrije student. Geenen slaagde in 1985 voor het examen van regisseur-omroeper bij de BRT.
Hij begon zijn carrière in 1984 bij de toenmalige BRT-radio, waar hij reportages maakte voor de verkeersredactie en Studio Brussel. Na zijn legerdienst bij Televox, belandde hij als adviseur op het kabinet van Gaston Geens, voorzitter van de Vlaamse regering. Tussen 1986 en 2005 werkte Geenen als communicatiemanager voor farmabedrijf Organon Teknika en voor Flanders Technology International, als regisseur-omroeper voor Radio 1 en als journalist, presentator, eindredacteur en producer voor de Vlaamse Media Maatschappij (VTM en 2BE) en VT4. In 2005 werd hij creatief directeur bij een productiehuis. Sinds het najaar van 2006 werkte hij voor eigen rekening als journalist en realisator. Daarna was Geenen actief als hoofdredacteur van Vlaanderen Vandaag, een actualiteitenmagazine op VT4. In 2011 nam hij tijdens dit programma een opzienbarend en controversieel interview af van bisschop Roger Vangheluwe waarin deze vertelde over het seksueel misbruik dat hij pleegde.
Marc Geenen is ook bekend als presentator van de populaire tv-reeks De Zware Voet (VTM) en als live-verslaggever van VTM-Nieuws (1991-2004) en Telefacts. Naast zijn activiteiten als algemeen verslaggever specialiseerde hij zich in medisch-wetenschappelijke berichtgeving. Hij maakte wetenschappelijke tv-reportages voor een artsenzender. Hij is ook medisch auteur. Samen met prof. dr. Paul Devroey (UZ Brussel) schreef hij het boek Buik op kinderslot, over humane infertiliteit. In samenwerking met de beroemde cardioloog Pedro Brugada publiceerde hij het boek Ons Hart en samen met sportarts Tom Teulingkx schreef hij Sportouders, over de medisch-psychologische begeleiding van sportende kinderen. Momenteel is hij woordvoerder en communicatiemanager van het kenniscentrum Gezond Sporten Vlaanderen en van de vereniging voor Sport- en Keuringsartsen (SKA)
Bij de gemeenteraadsverkiezingen in 2012 kwam Marc Geenen voor de N-VA in de gemeente Malle. Van 2012 tot 2014 was hij werkzaam als communicatiedeskundige op het kabinet van Vlaams minister Philippe Muyters.

## Muziek
Marc Geenen is eveneens zanger-gitarist. Andere hobby's zijn motorrijden, bergsport en ornithologie.